# Baccio Bandinelli

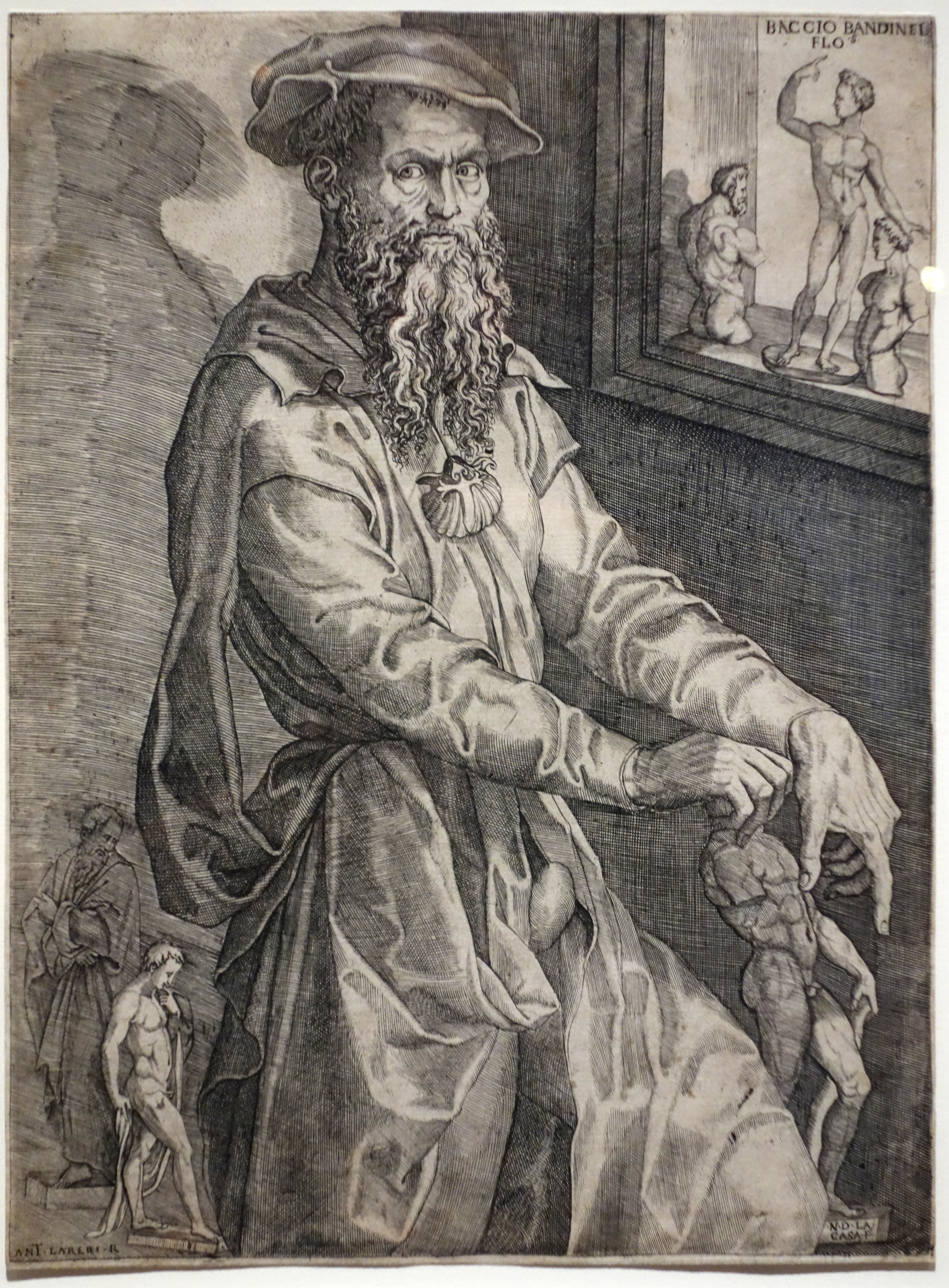
Gravure naar een zelfportret

Baccio Bandinelli (Florence, 7 oktober 1488 - aldaar, 7 februari 1560) was een Florentijns beeldend kunstenaar die vooral bekend werd als beeldhouwer.
Hij maakte monumentale beeldhouwwerken zoals een Sint-Petrus (kathedraal van Florence), Hercules en Cacus (voor het Palazzo Vecchio, Florence) of Adam en Eva. Hij kreeg in 1528 van de republiek Genua de opdracht om een standbeeld van admiraal Andrea Doria als Neptunus te realiseren, maar dit project bleef onvoltooid.

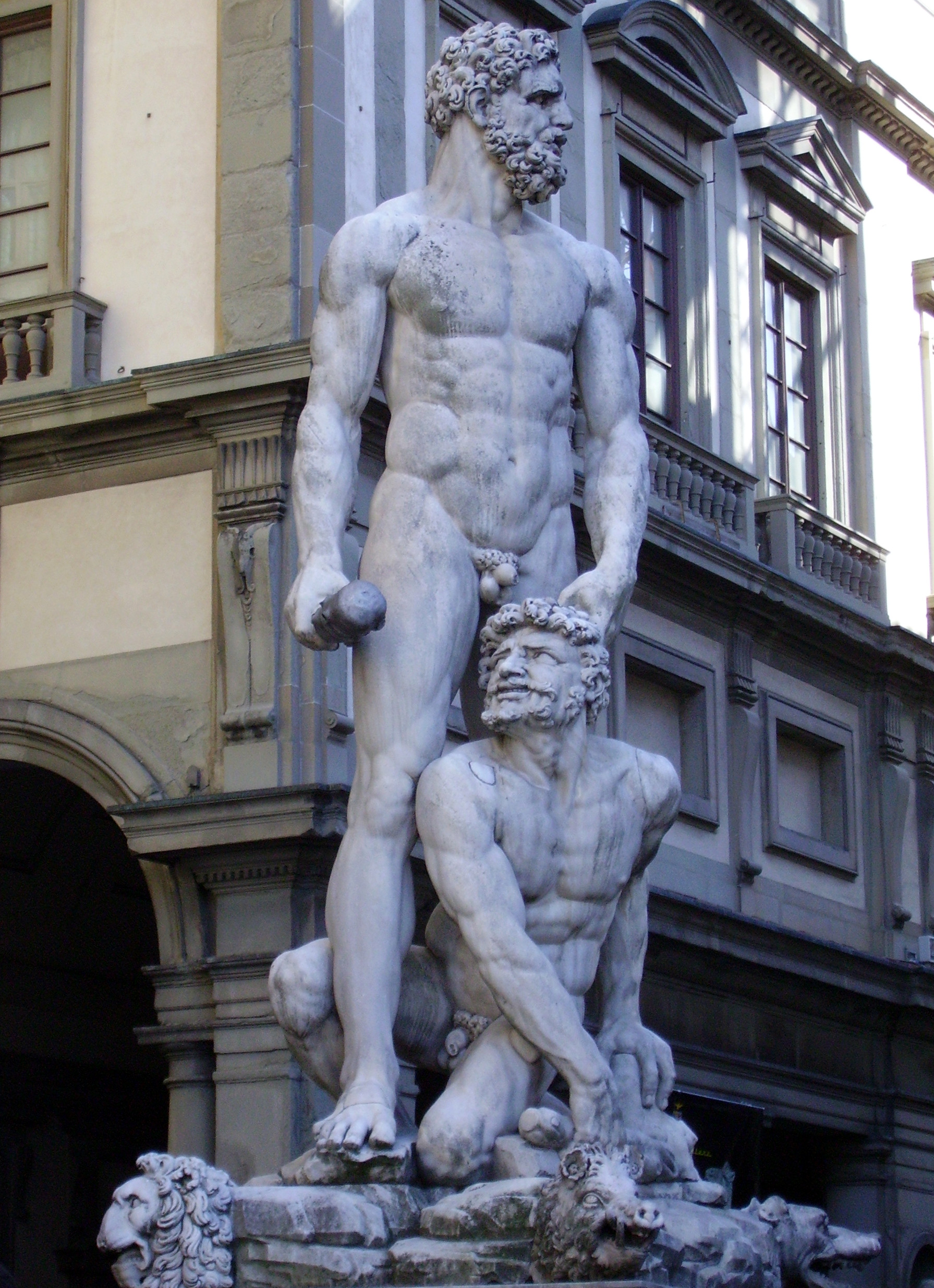
Hercules en Cacus

- Biblioteca Nacional de España: XX844920
- Bibliothèque nationale de France: cb14961030p (data)
- Catàleg d'autoritats de noms i títols de Catalunya: 981058614691906706
- Gemeinsame Normdatei: 119264900
- International Standard Name Identifier: 0000 0000 8060 6651
- KulturNav: 943783e2-84d0-434e-80d3-84d9c49abff2
- Library of Congress Control Number: n88217150
- National Gallery of Victoria: 4943
- Nationale Bibliotheek van Israël: 987007258290005171
- Nederlandse Thesaurus van Auteursnamen: 216695821
- RKD-Nederlands Instituut voor Kunstgeschiedenis: 4174
- Istituto Centrale per il Catalogo Unico: MILV003341
- LIBRIS: 240833
- SNAC: w6fc1j6b
- Système universitaire de documentation: 080216668
- Union List of Artist Names: 500008366
- Virtual International Authority File: 88820562
- WorldCat: E39PBJjMxwRwQVgHjffQC9cByd